# Médaille John B. Stirling
La Médaille John B. Stirling fut décernée pour la première fois en 1988. 
Elle honore la mémoire d'un ancien président de l'Institut canadien des ingénieurs.
La Médaille est remise en reconnaissance des qualités de chef et des services émérites rendus à l'échelle nationale à l'Institut et/ou à ses Sociétés Membres.
Deux médailles pouvaient être décernées en 1988, 1989 et 1990 et une par année subséquemment.

## Lauréats
- 1988 - Gaétan Côté et Thomas Foulkes
- 1989 - John Adams, Earl Dudgeon et Rémy Dussault
- 1990 - Vijay Bharghava et Michael Bozozuk
- 1991 - Alan B. Connelly
- 1992 - William Devereaux et Peter Wright
- 1993 - Andrew Wilson
- 1994 - William Mckay
- 1995 - Douglas Thierman
- 1996 - Anthony Stermac
- 1997 - Michel Lecours
- 1998 - John Plant
- 1999 - Robert Mitchell
- 2000 - Celia Desmond
- 2001 - Colin Campbell
- 2002 - Peter Wu
- 2003 - Saeed Mirza
- 2004 - James Graham
- 2005 - Michel Aubertin
- 2006 - John Seychuk